# 厳政
厳 政（げん せい）は、中国の通俗歴史小説『三国志演義』に登場する架空の人物。
黄巾賊で張宝配下の武将。朱儁ら官軍と劉備軍の攻撃を受け、城に籠城するが落城必至と覚ると張宝を殺し官軍に降伏する。
吉川英治の歴史小説『三国志』では、先に劉備が張宝を討ち取っているため、かわりに張梁を殺して降伏したことに変更されている。